# Sheena 667
Sheena 667 (russisk: Sheena 667) er en russisk spillefilm fra 2019 af Grigorij Dobrygin.

## Medvirkende
- Vladimir Svirskij som Vadim
- Julija Peresild som Olja
- Jordan Frye som Sheena667
- Nadezjda Markina
- Jurij Kuznetsov